# Hochscheid (St. Ingbert)
Der Hochscheid ist eine 400,8 m hohe Erhebung auf der Gemarkung von Hassel. Er liegt im Sankt Ingbert-Kirkeler Waldgebiet.
Westlich vom Hochscheid liegt Reichenbrunn, südlich Oberwürzbach und nordöstlich Hassel. Vom Stadtgebiet St. Ingbert ist er durch den Rothenkopf getrennt. 
Nach Süden wird der gesamte Bereich des Hochscheids durch das Tal des Würzbachs begrenzt und entwässert, nach Nordosten durch das Tal des Stockweiherbaches. Die Abgrenzung nach Nordwesten ist weniger eindeutig, der Sattel zum Rothenkopf hin erreicht eine Höhe von 355,2 m.
Farrenberg und Weidenberg sind Ausläufer des Hochscheids nach Süden und Südwesten.

## Historische Denkmäler
Auf dem Mittleren Kopf, zwischen dem Hochscheid und dem Rothenkopf, sind Reste eines Walles zu finden.
Am Südhang, im Laichweihertal, befindet sich der Eichertsfels.
In einem nördlich gelegenen Waldtälchen (Schlossdell) lassen sich noch Überreste eines Jagdschlösschens erahnen, das von einem früheren Besitzer der Ortschaft Hassel, dem Freiherrn von Esebeck, erbaut und durch französische Revolutionstruppen zerstört wurde.

## Nutzung
Im Unterschied zu den meisten anderen Erhebungen in diesem Naturraum ist der Gipfel gerodet und wird landwirtschaftlich genutzt. Der Hof Hochscheid liegt etwas südwestlich des höchsten Punktes.
Weiter östlich liegt auf einem Ausläufer, dem Glashütter Berg, mit dem Rittershof II ein weiteres landwirtschaftliches Anwesen. Der Rittershof I liegt weiter im Tal an der L 111 zwischen Hassel und Niederwürzbach.
Der Hochscheid liegt in einem beliebten Naherholungsgebiet, das von einem Premiumwanderweg erschlossen ist.

## Bilder

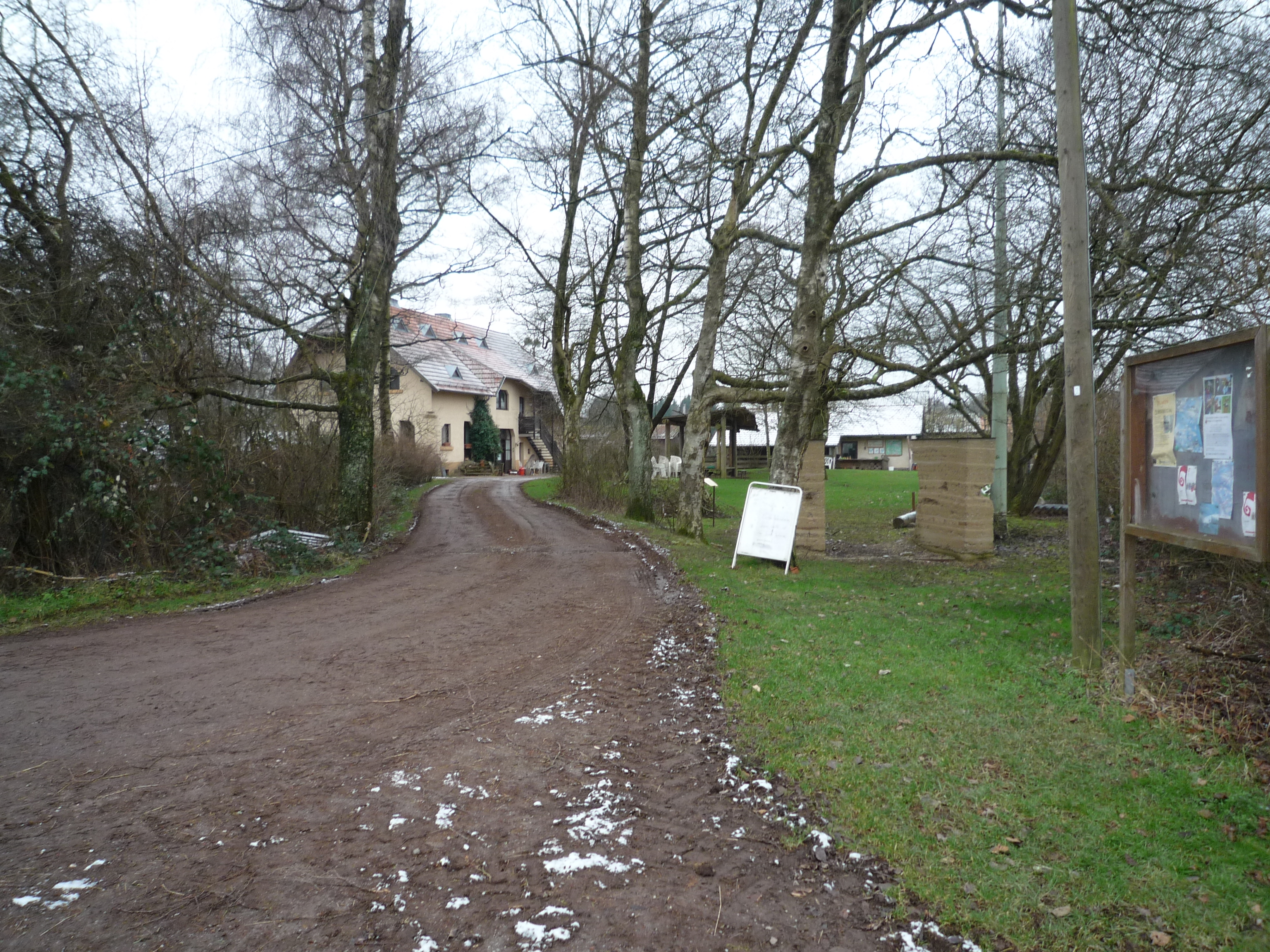
Hof Hochscheid
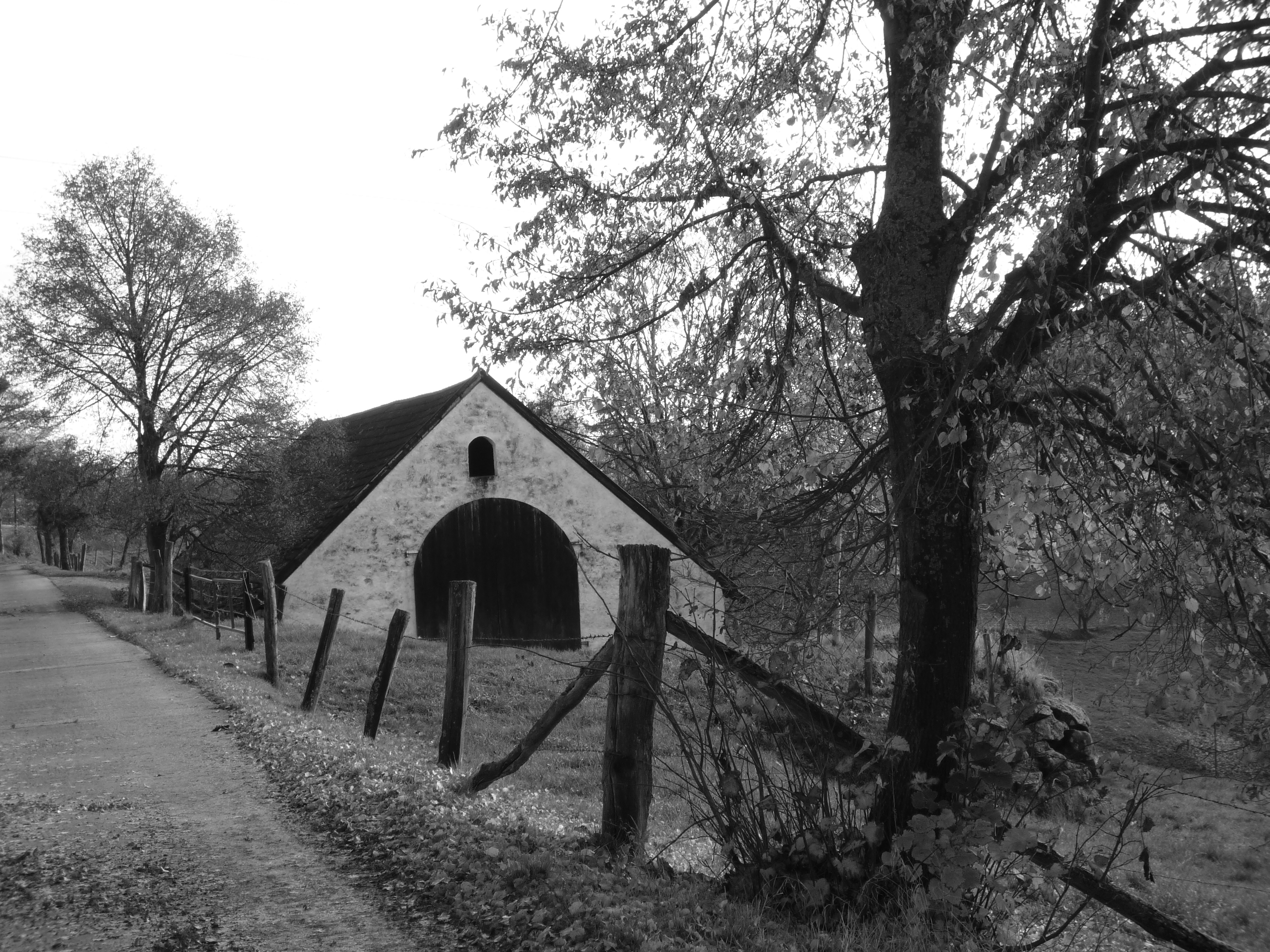
Alter Stall am Rittershof II